# Сарнацкий, Константин
Константин Сарнацкий (16 октября 1971 — 2021) — узбекистанский легкоатлет, специалист по прыжкам в длину. Выступал на профессиональном уровне в 1990-х годах, обладатель бронзовой медали Азиатских игр, двукратный чемпион Центральноазиатских игр, призёр республиканских и международных турниров, рекордсмен Узбекистана, участник чемпионата мира в Хельсинки.

## Биография
Константин Сарнацкий родился 16 октября 1971 года. Занимался лёгкой атлетикой в Ташкенте, представлял Узбекскую ССР и добровольное спортивное общество «Трудовые резервы».
В 1989 и 1990 годах входил в число сильнейших прыгунов в длину СССР среди юниоров.
Впервые заявил о себе на международном уровне в сезоне 1993 года, когда вошёл в состав узбекистанской сборной и выступил в прыжках в длину на чемпионате Азии в Маниле.
В 1994 году на Азиатских играх в Хиросиме завоевал бронзовую награду, уступив только двум китайским прыгунам. При этом повторил ныне действующий рекорд Узбекистана в прыжках в длину на открытом стадионе — 8,10 метра.
В 1995 году с результатом 7,67 занял 11-е место на чемпионате мира в помещении в Барселоне, превзошёл всех соперников на домашних Центральноазиатских играх в Ташкенте. Благодаря череде успешных выступлений удостоился права защищать честь страны на чемпионате мира в Хельсинки — на предварительном квалификационном этапе прыгнул на 7,52 метра, чего оказалось недостаточно для выхода в финал.
В 1997 году отметился победой на Центральноазиатских играх в Алма-Ате (7,91).
В 1998 году представлял Узбекистан на Азиатских играх в Бангкоке — в финале прыжков в длину показал результат 7,78 метра, расположившись в итоговом протоколе соревнований на шестой строке.
15 февраля 2021 года Федерация лёгкой атлетики Узбекистана сообщила, что Константин Сарнацкий скоропостижно скончался на 50 году жизни.